# Гаттери, Джузеппе Лоренцо
Джузеппе Лоренцо Гаттери (итал. Giuseppe Lorenzo Gatteri; 18 сентября 1829, Триест — 1 декабря 1884, Триест) — итальянский исторический живописец. Работал в Триесте, в те времена принадлежавшем Австрии. 

## Биография
Родился в 1829 году в Триесте. Его отец, тоже Джузеппе Гаттери, был художником, писавшим фрески и станковые картины, который в 1824 году, за пять лет до рождения сына, перебрался в Триест из маленького городка Ривольто, недалеко от Кодройпо во Фриули.
Джузеппе-младший очень рано заинтересовался живописью и сразу же проявил к ней большие способности. В 1840 году отец взял его с собой в Венецию, где члены Общества Минервы были поражены способностями мальчика к рисованию. Благодаря этому городской совет Триеста выдал мальчику стипендию для обучения. Уже в 1841 году он экспонировал два рисунка пером на выставке Триестского общества изящных искусств.
В 1842 году отец отвёз мальчика в Милан, где тот вновь был признан вундеркиндом благодаря юному возрасту, скорости, с которой рисовал, импровизируя, на глазах у всех, мастерству и качеству композиций. Такой же приём Гаттери встретил и в Турине, где король Сардинии Карл Альберт не только дал мальчику аудиенцию, но и приобрёл у него несколько рисунков. В ходе дальнейшего обучения Венецианская академия изящных искусств наградила Гаттери премиями в 1845, 1847 и 1851 годах. 
Завершив своё образование, Гаттери сперва работал как художник-иллюстратор. Он создал, в частности, 150 иллюстраций для «Истории Венеции» (1852) Франческо Дзанотто. В 1857 году он вернулся в Триест, где неоднократно получал заказы на роспись потолочных плафонов для дворцов, вилл и общественных зданий. Однако наибольшую известность он снискал себе как исторический и батальный живописец, автор многочисленных станковых картин.
В 1873 году Гаттери был назначен куратором музея Револьтелла в Триесте и занимал эту должность вплоть до 1876 года. В 1884 году он выступил соучредителем и был затем избран первым председателем Ассоциации художников Триеста. 
Скончался в 1884 году в Триесте. Многие из картин Гаттери хранятся в собрании музея Револьтелла.